# Julia Szeremeta
Julia Szeremeta (Chełm, 24 de agosto de 2003) es una deportista polaca que compite en boxeo. Participó en los Juegos Olímpicos de París 2024, obteniendo una medalla de plata en la categoría de 57 kg.

## Palmarés internacional
| Juegos Olímpicos | Juegos Olímpicos | Juegos Olímpicos | Juegos Olímpicos |
| Año              | Lugar            | Medalla          | Categoría        |
| ---------------- | ---------------- | ---------------- | ---------------- |
| 2024             | París (Francia)  | Medalla de plata | 57 kg            |

## Carrera política
En 2024, Szeremeta se presentó a las elecciones a la Asamblea del Voivodato de Lublin por la lista de extrema derecha Confederación y Activistas No Partidarios del Gobierno Local, pero no resultó elegida.